# ディビーナ (ゲーム)
『ディビーナ』（DIVINA、中国名：幻月之歌）は、PlayCooが開発し、ガマニアデジタルエンターテインメントが台湾・日本・香港で運営していた3D MMORPGである。

## 概要
香港では2010年5月6日にクローズドβテスト、5月27日よりサービス開始。日本でも同年8月10日からクローズドβテスト、9月13日からのオープンβテストを経て9月24日に正式サービスが開始された。可愛らしいビジュアルを特徴とし、日本でサービス開始時のキャッチコピーは「かわいすぎるMMORPG」。
2014年11月4日をもって、日本でのサービスは終了した。

## ゲーム内容

### 職業・ダブルキャスト
プレイヤーは、「ファイター」・「ウィザード」・「レンジャー」・「クレリック」・「忍者」・「モンク」の6つの職業から1つを選択する。Lv30になるとサブ職業を選択し育てることが可能になり（ダブルキャスト）、戦闘中でも切り替え可能になる。

### ソウルメイト・フェアリーペット
ソウルメイトはプレイヤーキャラクターと共に冒険するパートナーで、戦闘やステータス回復のほか、生産素材の収集や宝探しを行なう。
フェアリーペットは、キャラクターの一部能力値を向上させてくれるペットで、成長すると特殊な能力を発揮するものもある。

## 開発
『ルーセントハート』を開発した台湾のPlayCooが開発したMMORPG第2弾である。作中に日本神話をモチーフにしたものがあったり、重要なNPCの立ち絵を日本のイラストレーター千葉サドル が手掛けるなど、開発段階から日本市場を強く意識していた。

## 声優
プレイヤーキャラクター及びNPCのキャラクターボイスを、今野宏美・若本規夫・喜多村英梨・井上麻里奈・子安武人・釘宮理恵・堀江由衣・田中理恵・ゴトウモエ・水島大宙が担当している。また堀江はゲームの主題曲である「True truly love」も歌っている。

## コラボレーション
アニメ作品やファッションブランドとのコラボレーション企画が行われて、限定アイテムなどが配信された。
- 第1弾 お兄ちゃんのことなんかぜんぜん好きじゃないんだからねっ!![9]
- 第2弾 花咲くいろは[10]
- 第3弾 まよチキ![11]
- 快盗天使ツインエンジェル[12]
- ゴスロリブランド「ATELIER-PIERROT」[13]

## 評価
WebMoney Award 2010 ではBest Games賞14タイトルの一つに選ばれた。